# 普洛齊克
45°52′41″N 29°23′11″E / 45.87806°N 29.38639°E
普洛茨克（羅馬化：Plotsk）是位於烏克蘭西南部的村莊，由敖德萨州裡博爾赫拉德區的阿爾齊茲市鎮負責管轄。該村始建於1818年，面積1.37平方公里，海拔高度66米，2001年人口517。